# بلندترین صدا
بلندترین صدا (انگلیسی: The Loudest Voice) مجموعه تلویزیونی کوتاه درام محصول سال ۲۰۱۹ است که راجر ایلز را در ارتباط با ایجاد و هدایت شبکه تلویزیونی فاکس نیوز به‌تصویر کشیده‌است. این مجموعه بر اساس کتاب بلندترین صدا در اتاق (۲۰۱۴) اثر گابریل شرمن ساخته شده و اولین قسمت آن ۳۰ ژوئن ۲۰۱۹ از شبکه شوتایم پخش شد.

## خلاصه
راجر ایلز که فاکس نیوز را به یکی از قدرتمندترین و تاثیرگذارترین شبکه های رسانه ای تاریخ تبدیل کرد. با گذشته‌نماهایی به حملات ۱۱ سپتامبر، انتخابات ریاست‌ جمهوری در سال ۲۰۰۸ و ۲۰۱۶ و همچنین اتهامات و تسویه‌حساب‌های متعدد مربوط به آزار جنسی که به کار او پایان داد.